# Vicolungo
Vicolungo é uma comuna italiana da região do Piemonte, província de Novara, com cerca de 842 habitantes. Estende-se por uma área de 13 km², tendo uma densidade populacional de 65 hab/km². Faz fronteira com Arborio (VC), Biandrate, Casaleggio Novara, Landiona, Mandello Vitta, Recetto, San Pietro Mosezzo.

## Demografia
| Variação demográfica do município entre 1861 e 2011                               |
|                                                                                   |
| Fonte: Istituto Nazionale di Statistica (ISTAT) - Elaboração gráfica da Wikipedia |